# هشام متولي
هشام متولي حاكم سابق لمصرف سورية المركزي بعد إقالة العقاد بقي منصب الحاكم شاغرًا ليتولى هشام متولي (نائب الحاكم) إدارة شؤون المصرف لمدة ثلاث سنوات بين 2 من كانون الثاني 1984 و 28 من شباط 1987. بقي متولي، الحاصل على دكتوراه في الحقوق والعلوم الاقتصادية من جامعة باريس الفرنسية، يشغل منصب النائب بعد تعيين محمد الشريف حاكمًا.